# 中尾有伽
中尾 有伽（なかお ゆうか、1996年9月13日 - ）は、日本のモデル、女優。東京都出身。ネイムマネジメント所属。

## 略歴
高校時代、所属した軽音楽部でのライブ動画がキャスティング会社の目にとまってデビュー。
2015年、帝京大学に入学。同年には帝京大学ミスコンテストのファイナリストに選ばれた。
2016年、ミスiD2016の大森靖子賞を受賞。

## 人物
趣味はアニメ漫画・作詞作曲。特技は水泳。チャームポイントは横顔と唇。

## 出演

### 雑誌
- bis（光文社）
- VoCE（講談社）
- an・an（マガジンハウス）
- WOOFIN'[8]（シンコーミュージック）
- MERY
- CYAN

### 広告
- SONY「LOVE MUSIC」
- 伊勢丹
- WEGO
- Samantha Vintage[9]
- Campion
- コカ・コーラ
- コージー本舗『C-tive』
- Ravijour[10]

### CM
- UNIQLO
- キントーン

### 映画
- 「暁闇」[11]
- 「ふゆとゆき」
- 「monologe」
- 「転がるビー玉」
- 「うぉっしゅ」[12]
- 「ROPE」[13]

### ドラマ
- ボイメン新世紀 祭戦士ワッショイダー（CBCテレビ）
- 痛快TV スカッとジャパン（フジテレビ）
- フジテレビ『百合だのかんだの』
- そして、ユリコは一人になった（2020年3月6日 - 4月24日、関西テレビ） - 岸ゆり子役
- 恋と弾丸（2022年10月28日 - 、毎日放送） - エリナ 役[14]

### 書籍
- あいすくりーむとじょし（2017年4月14日、講談社）ISBN 978-4062203500

### 写真集
- ドライフラワー（2017年1月15日、グレイプス）ISBN 978-4294000540

### 舞台
- らん[15]
- あおみのことづて
- あの頃、僕らは純文学だった[16]
- 恋する男[17]
- 惚て並み拝見[18]

### MV
- ソナーポケット「花」（2013年）
- Dragon Ash「Lily」（2013年）
- ZEN-LA-ROCK 『ぼくの夏休み feat.Bobby Bellwood』（2016年）
- ZEN-LA-ROCK「ぼくの夏休み2016」（2016年）
- GOMESS「MUKU」（2016年）
- 大森靖子「愛してる.com」[19]（2016年）
- ちゃるけん「恋」（2016年）
- TAAR「Come Together feat. iri」[20]（2017年）
- GOMESS「Spica with 中尾有伽」[21]（2017年）
- GOMESS「sore eyes with 春ねむり」（2017年）
- 亀梨和也　「〜Follow me〜」 Live映像（2017年）
- sui sui duck「out」[22]（2017年）
- 大森靖子「サイレントマジョリティー」[23]（2017年）
- タグチハナ 「やさしいままがいい」（2017年）
- POETASTER「青春歌」、「お先失礼します」（2017年）
- TAAR「Come Together feat. iri」（2017年）
- 青はるまき「余韻 」（2018年）
- GOMESS「消滅」（2019年）
- theFIXER「夜の隙間」（2019年）
- レディオサイエンス「メイクアップ」（2019年）
- Actless_「ナイトクルーザー」（2020年）
- Pale Fruit「バカンス」（2020年）
- add(2021.10.16 Lilubayに改名）「名のない日」（2020年）
- GOMESS & Yackle『Stardust (feat. 小林私) from Originally』（2020年）
- YUH&LEE foundation「2020」（2020年）
- フレデリック「名悪役」(2021年)
- 突然少年「100年後」（2021年）
- WurtS「分かってないよ」（2021年）
- Cody・Lee(李) 「悶々」（2021年）
- ピンクシガレット。「サマーメロウ」（2021年）
- ザ・ラヂオカセッツ「オレンジ」（2022年）
- 四丁目のアンナ「東京」（2022年）
- Mega Shinnosuke「ふたりの映画」（2024年）
- 武瑠「TO BE LIKE THRILLER feat.IKE, 星熊南巫, 4s4ki」（2024年）